# 삽교천시외버스터미널
삽교천버스터미널은 충청남도 당진시 신평면 삽교천길 103 (운정리 181-6번지)에 위치하는 대한민국의 시외버스터미널이다. 터미널 이름에 '삽교천'이라는 명칭이 있어 충청남도 예산군 삽교읍에 있는 것으로 오해하는 경우가 많다.

## 운행 노선

### 시외버스
| 방면        | 행선지 |
| ----------- | --- |
| 강원권 방면 | 춘천 |
| 수도권 방면 | 서울남부, 인천, 송탄, 안중, 평택                                                                             |
| 충청권 방면 | 기지시, 당진, 대전, 서대전, 아산만, 아산, 안면(영목), 예산, 운산, 유성, 음암, 천안, 신례원, 신평, 태안, 합덕 |

### 시내버스
이 터미널에는 온양(아산) 시내버스, 당진시 시내버스, 예산군 군내버스가 모두 운행한다.
- 당진시 시내버스[7] : 80번, 80-1번, 80-2번
- 아산시 시내버스 : 600번, 601번
- 예산군 농어촌버스 : 402번[8]

## 편의 시설
- 택시 승차장[9]
- 1층 : 편의점[10], 다방, 약국, 정육점, 매표소
- 2층 : 미용실, 중국음식점

## 특이 사항
- 승차홈은 총 2개가 있는데 모두 시내버스 승차장으로 사용한다. 시외버스는 승차홈 바로 옆에서 잠시 정차한다.